# 313 Chaldaea
313 Chaldaea è un asteroide della fascia principale del diametro medio di circa 96,34 km. Scoperto nel 1891, presenta un'orbita caratterizzata da un semiasse maggiore pari a 2,3761839 UA e da un'eccentricità di 0,1795143, inclinata di 11,64470° rispetto all'eclittica.
Il suo nome è dedicato alla regione caldea, nella parte meridionale della Mesopotamia, regione d'origine dell'astrologia.